# 1942 (游戏)
《1942》是卡普空在1984年推出的大型電玩平台縱向捲軸射擊遊戲，隨後也被移植到紅白機、PC-8801等平台。2008年在Xbox Live Arcade與PlayStation Network發售重製版《1942：聯合打擊》（1942: Joint Strike）。

## 概要
遊戲背景以二次世界大戰為主，玩家操縱美軍的P-38閃電式戰鬥機，敵機則是日本風格的虛構機。全部有32關，關卡則以太平洋戰爭的戰場為主。另外1942在「炸彈系統」還沒有廣泛的被導入射擊遊戲時，率先加入了能夠緊急迴避敵人攻擊的「空中迴旋」，算是「炸彈」的前身。

## 系統
和大多數射擊遊戲相同，1942的操作主要使用八方向搖桿控制方向。另外有兩顆按鍵用途分別射擊和空中迴旋。自機主要武裝是2連裝機槍，對大部分的小型敵機都是1發就可以破壞，但是遊戲中也有許多中、大型敵人需要攻擊許多次才能破壞。空中迴旋可以讓自機擁有短暫的無敵時間以迴避敵人的攻擊，但是有使用次數上的限制，每過一關都會回復數量到初始值。

## 关卡
- 1关～4关：冲绳岛
- 5关～8关：硫磺岛
- 9关～12关：塞班岛
- 13关～16关：莱特岛
- 17关～20关：拉包尔
- 21关～24关：阿图岛
- 25关～28关：马绍尔群岛
- 29关～32关：中途岛

## 強化道具
遊戲中有時會出現紅色的戰鬥機編隊，如果全數擊破會掉落強化道具「POW（即Power）」，得到「POW」可以獲得隨機的獎賞。
- 绿色 POW：武裝變成4連裝的機槍，提升攻擊力與攻擊範圍。
- 白色 POW：畫面上出現的敵人全滅。
- 银色 POW：子機，出現兩台我方的戰機跟隨在自機兩旁協助攻擊，類似宇宙巡航機系列的子機系統。但是子機如果被敵彈命中會被破壞，子機如果和中型以下的敵機相撞則會同歸於盡。
- 橙色 POW：空中迴旋的使用次數增加一次，但是如果保留到過關都沒有使用會被回復到初始值。
- 分數1000分。
- 加1台。（出現機率低）

## 外部連結
- Arcade-History上的《1942（页面存档备份，存于）》（英文）
- CAPCOM Generarion ～第１集 撃墜王の時代～－1942在PlayStation復刻的版本（日語）
- CAPCOM Classic Collection－卡普空在2005年推出的跨平台懷舊遊戲合集。（日語）